# Titularbistum Legia
Legia ist ein Titularbistum der römisch-katholischen Kirche.
Die in Nordafrika gelegene Stadt war ein alter römischer Bischofssitz, der im 7. Jahrhundert mit der islamischen Expansion unterging. Er lag in der römischen Provinz Numidien.
| Titularbischöfe von Legia |                              |                                                                                                |                   |                    |
| Nr.                       | Name                         | Amt                                                                                            | von               | bis                |
| 1                         | Miguel Claro Vásquez         | Weihbischof in Santiago de Chile (Chile)                                                       | 1. Juni 1908      | 21. Mai 1921       |
| 2                         | William Patrick Whelan OMI   | Apostolischer Koadjutorvikar von Johannesburg Apostolischer Vikar von Johannesburg (Südafrika) | 11. März 1948     | 11. Januar 1951    |
| 3                         | Willem van Kester MHM        | Apostolischer Vikar von Basankusu (Belgisch-Kongo)                                             | 19. Juni 1952     | 10. November 1959  |
| 4                         | Arturo Rivera y Damas SDB    | Weihbischof in San Salvador (El Salvador)                                                      | 30. Juli 1960     | 19. September 1977 |
| 5                         | André Jean René Lacrampe IdP | Weihbischof in Reims (Frankreich)                                                              | 13. Juli 1983     | 1. Oktober 1988    |
| 6                         | Leonard James Olivier SVD    | Weihbischof in Washington (USA)                                                                | 10. November 1988 | 19. November 2014  |
| 7                         | Denis Chidi Isizoh           | Weihbischof in Onitsha (Nigeria)                                                               | 6. Februar 2015   | 12. Februar 2023   |
| 8                         | Joachim Walder               | Weihbischof in Aizawl (Indien)                                                                 | 30. März 2023     |                    |